# Coccygodes subquadratus
Coccygodes subquadratus là một loài tò vò trong họ Ichneumonidae.